# Le Vent de la nuit (chanson)
Pour les articles homonymes, voir Le Vent de la nuit (homonymie).
Singles de Mireille Mathieu
L'amour oublie le temps
(1974) Un jour tu reviendras
(1975)
Le Vent de la nuit est une chanson de la chanteuse française Mireille Mathieu sorti en 1974 sous le label Philips. Il existe une version allemande de la chanson qui s'appelle Und der Wind wird ewig singen.